# Eptesicus
Az Eptesicus az emlősök (Mammalia) osztályának a denevérek (Chiroptera) rendjébe, ezen belül a kis denevérek (Microchiroptera) alrendjébe és a simaorrú denevérek (Vespertilionidae) családjába tartozó nem.

## Rendszerezés
A nembe az alábbi 2 alnem és 25 faj tartozik:
- Eptesicus
  - Eptesicus andinus
  - Eptesicus bobrinskoi
  - Botta-késeidenevér (Eptesicus bottae)
  - brazil késeidenevér (Eptesicus brasiliensis)
  - Eptesicus chiriquinus
  - Eptesicus diminutus
  - Eptesicus dimissus
  - Eptesicus furinalis
  - barna késeidenevér (Eptesicus fuscus) – típusfaj
  - Eptesicus gobiensis
  - guadeloupe-i késeidenevér (Eptesicus guadeloupensis)
  - hottentota késeidenevér (Eptesicus hottentotus)
  - Eptesicus innoxius
  - Eptesicus japonensis
  - koreai denevér (Eptesicus kobayashii)
  - Eptesicus nasutus
  - északi késeidenevér (Eptesicus nilssonii)
  - Eptesicus pachyotis
  - Eptesicus platyops
  - közönséges késeidenevér (Eptesicus serotinus)
  - Eptesicus tatei
- Rhinopterus
  - Eptesicus floweri

- Bizonytalan helyzetűek a nemen belül:
  - Eptesicus lobatus[2]
  - Eptesicus lynni
  - Eptesicus taddeii